# جیم روهر
جیم روهر، (به انگلیسی: Jim Rohr) (زاده ۱۸ اکتبر ۱۹۴۸) کارآفرین، بانکدار و مدیر ارشد اجرایی آمریکایی است، که در حال حاضر به‌عنوان رئیس هیئت مدیره بانک پی‌ان‌سی فعالیت می‌نماید.